# 자기회전비율
자기회전비율(磁氣回轉比率, gyromagnetic ratio, magnetogyric ratio)은 어떤 물체나 계의 자기모멘트와 각운동량의 비이다. 자기회전 비율은 γ로 표시한다. 자기회전비율의 SI 단위는 rad·s-1·T-1 차원, 혹은 C·kg-1이다.
자기회전비율은 g-상수와 완전히 동일하진 않지만, g-상수라는 물리량의 동의어로 취급되곤 한다. 다만, g-상수는 자기회전비율과 다르게 차원이 존재하지 않는다.

## 고전적인 물체의 자기회전비율
원통형 대칭성({\displaystyle z}축에 대한 대칭성)이 있는 물체의 자기회전비율은 원형 도선의 자기회전비율을 구함으로써 쉽게 알아낼 수 있다. 전류 {\displaystyle I}가 흐르는 원형 도선이 있을 때 자기모멘트는 다음과 같이 정의된다.
{\displaystyle \mathbf {m} =I\int {d\mathbf {a} }}
여기서 {\displaystyle d\mathbf {a} }는 면과 수직한 방향의 미소면적벡터이다. {\displaystyle xy} 평면에 놓인 질량 {\displaystyle M}, 전하 {\displaystyle Q}를 가지고 반지름 {\displaystyle R}인 원형 고리가 {\displaystyle z}축을 축으로 하여 각속도 {\displaystyle \omega }로 회전하고 있다고 하자. 선전하밀도 {\displaystyle \lambda }가 속도 {\displaystyle v}로 움직일 때 전류는 {\displaystyle \lambda v}로 쓸 수 있고 고리의 면적벡터는 {\displaystyle z}축을 향하는 방향이므로
{\displaystyle \mathbf {m} =\lambda v\times \pi R^{2}{\mathfrak {e}}_{z}={\frac {Q}{2\pi R}}v\pi R^{2}{\mathfrak {e}}_{z}={\frac {Q}{2}}vR{\mathfrak {e}}_{z}}
로 표현할 수 있다. 여기서 {\displaystyle {\mathfrak {e}}_{z}}는 {\displaystyle z}축 방향의 단위벡터이다. 그런데 도선의 각 부분은 원운동을 하고 있음으로 {\displaystyle v=\omega R}이다.
{\displaystyle \mathbf {m} ={\frac {Q\omega R^{2}}{2}}{\mathfrak {e}}_{z}}
한편 물체의 각운동량은
{\displaystyle \mathbf {L} =\mathbf {r} \times \mathbf {p} }
로 정의되고 이는 다시 물체의 회전관성을 {\displaystyle I_{m}}이라 했을 때 {\displaystyle \mathbf {L} =I_{m}\mathbf {\omega } }로 쓸 수 있다. 원형 도선의 각운동량은 {\displaystyle z}축 방향을 향하고 있고, 원운동하는 입자의 회전관성은 회전반경을 R, 물체의 질량을 M이라고 했을 때 {\displaystyle MR^{2}}이므로
{\displaystyle \mathbf {L} =MR^{2}\omega {\mathfrak {e}}_{z}}
가 된다. 따라서 원형 고리의 자기모멘트와 각운동량 사이에는 다음 관계가 성립한다.
{\displaystyle \mathbf {m} ={\frac {Q}{2M}}\mathbf {L} }
즉, 원형 고리의 자기회전비율 {\displaystyle \gamma }는
{\displaystyle \gamma ={\frac {Q}{2M}}}
이다. 원통형 대칭이 있는 물체의 경우에는 원형 고리를 쌓아놓은 형태로 생각할 수 있음으로 자기회전비율이 모두 {\displaystyle Q/2M}이 된다.

## 양자역학에서 자기회전비율
양자역학을 고려한다면 궤도운동에 따른 각운동량 이외에도 입자의 고유한 성질인 스핀에 의한 각운동량도 생각해 줄 필요가 있다. 이 경우 양자역학적 자기회전비율은 고전적 정의의 자기회전비율에서 궤도 각운동량 L이 스핀 각운동량으로 대체된다. 자기모멘트를 {\displaystyle \mathbf {\mu } }, 스핀 각운동량을 {\displaystyle \mathbf {S} }라고 하면 자기회전비율 {\displaystyle \gamma }는
{\displaystyle \mathbf {\mu } =\gamma \mathbf {S} }
로 주어지는 비례계수이다.

### 전자의 자기회전비율
전자가 원자핵 주위를 원운동하고 있다면 원운동에 따른 궤도각운동량으로 정의되는 자기회전비율과 전자 자체의 스핀에 의한 자기회전비율이 모두 존재할 것이다. 전자의 궤도운동에 의한 자기회전비율은 앞서 살펴본 고전적인 물체의 경우와 동일한 방식으로 분석할 수 있다. 전자의 질량을 {\displaystyle m}, 기본전하량을 {\displaystyle e}, 궤도반지름을 {\displaystyle r}라 하고 전자가 {\displaystyle v}의 속도로 궤도를 돌고 있다고 하면 궤도각운동량은
{\displaystyle L=mvr}
로 주어진다. 전류는 시간 당 통과하는 전하량으로 정의되는 양이므로 전자의 전하량 {\displaystyle -e}를 원운동의 주기 {\displaystyle \tau }로 나누어 준 값이 된다.
{\displaystyle I={\frac {-e}{\tau }}}
또한 원운동에서 {\displaystyle \tau }는 {\displaystyle 2\pi r/v}이므로
{\displaystyle I=-{\frac {ev}{2\pi r}}}
가 되며 궤도가 둘러싸고 있는 면적은 {\displaystyle \pi r^{2}}이므로 자기모멘트 {\displaystyle \mathbf {\mu } }는
{\displaystyle \mathbf {\mu } =-{\frac {e}{2m}}\mathbf {L} }
이다. 이 분석은 고전역학에 기반을 두고 있지만 양자역학을 통해 얻을 수 있는 결론과 실제로 동일하다. 만약 유한한 핵의 질량까지 고려하여 자기회전비율을 계산하면 다음과 같은 식을 얻을 수 있다.
{\displaystyle \mathbf {\mu } =-{\frac {g_{L}e}{2m}}\mathbf {L} }
여기서 g-상수는 다음과 같다.
{\displaystyle g_{L}=1-{\frac {1}{M}}}
단 {\displaystyle M}은 원자핵의 질량 대 전자의 질량비이다.
스핀에 의한 자기회전비율은 고전적인 경우와 양자역학적인 경우가 차이를 보인다. 고전적인 이론에서 전자의 스핀은 전자 자체의 회전에서 기인하는 각운동량이다. 전자를 구(sphere)로 간주하면 스핀에 의한 자기회전비율은 전하를 띈 구의 회전에 의한 자기회전비율과 같음으로 앞서 언급한 고전적인 물체의 식을 그대로 따른다.
{\displaystyle \mathbf {\mu } =-{\frac {e}{2m}}\mathbf {S} }
여기서 {\displaystyle \mathbf {S} }는 전자의 스핀 각운동량이다. 하지만 상대론적 양자역학에 따르면 {\displaystyle \mathbf {\mu } }와 {\displaystyle \mathbf {S} } 간의 관계는
{\displaystyle \mathbf {\mu } =-g{\frac {e}{2m}}\mathbf {S} }
로 주어진다. {\displaystyle g}를 보통 g-상수(g-factor)라고 부르며 디락(Dirac)에 의해 처음으로 계산되었다. 상대론적 효과를 고려한 디락의 이론에서는 {\displaystyle g=2}로 주어지며 이는 비정상 제이만 효과를 이론적으로 설명하는 기반이 된다. g-상수를 양자전기역학(QED)을 이용하여 더 정밀하게 계산할 경우
{\displaystyle g=2+{\frac {\alpha }{\pi }}+\cdots =2.002\cdots }
를 얻는다. {\displaystyle g-2} 값을 비정상 자기모멘트(anomalous magnetic moment)라고 하며 대략 {\displaystyle e^{2}/\hbar {}c} 에 근접한 값이다. 이 값은 양자전기역학의 실험적 기반으로 자리잡고 있다.

### 원자핵의 자기회전비율

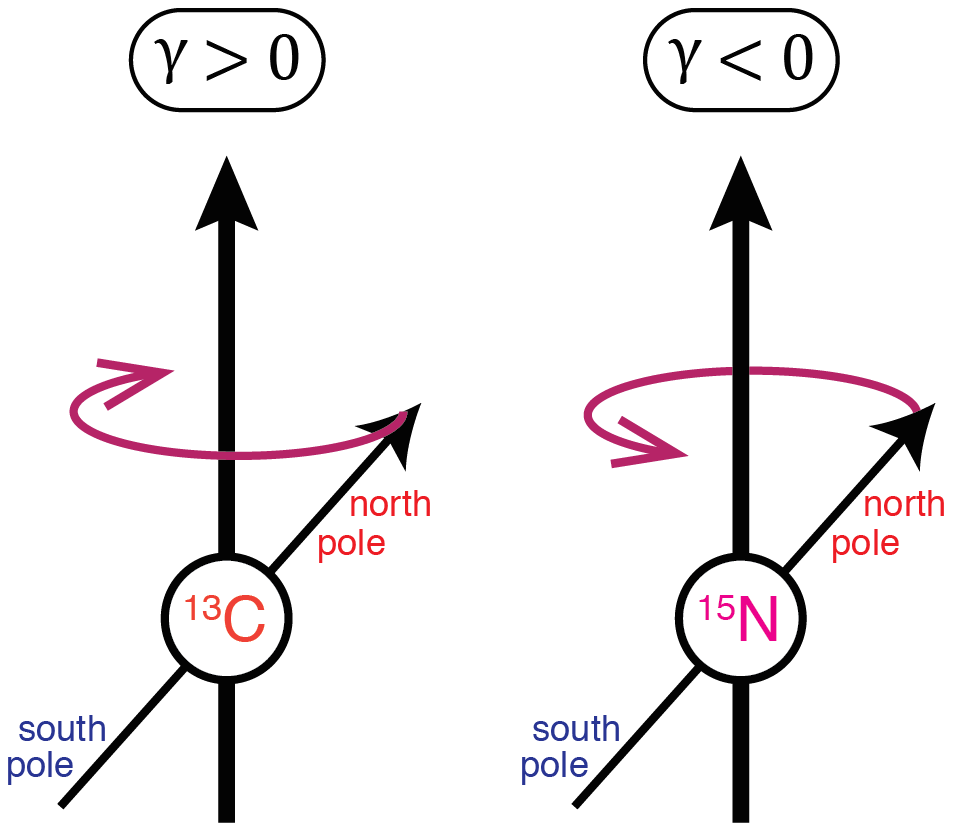
자기회전비율의 부호 γ는 세차운동의 방향을 결정한다. ^{1}H 나 ^{13}C는 시계방향으로 세차운동을 하지만 ^{15}N는 반시계방향으로 세차운동을 한다. 자기모멘트는 두 가지 경우 모두 동일한 방향을 띄어도, 스핀 각운동량 모멘트는 서로 반대방향이다. γ > 0 일때, 스핀과 자기모멘트의 방향은 같다.

양성자, 중성자 등의 핵자는 핵 스핀을 갖고 있다. 이 스핀은 전자와 같고 크기는 {\displaystyle \hbar {}/2} 인 각운동량을 갖고 있다. 원자핵은 이러한 입자의 집합체이므로 이 입자의 스핀 역시 생각할 수 있으며, 이는 원자핵이 정상 상태일 때 갖는 각운동량을 나타낸다. 핵 스핀은 원자핵을 구성하는 핵자의 고유 스핀과 핵자의 궤도 운동에 의한 각운동량이 합성된 것이다.
이 스핀은 위처럼 자기회전비율이 생기게 한다. 자기회전비율은 양성자의 질량과 양성자의 전하량을 이용해 다음과 같이 정의 한다.
{\displaystyle \gamma _{n}={\frac {e}{2m_{p}}}g_{n}=g_{n}{\frac {\mu _{N}}{\hbar }}}
여기서 {\displaystyle \mu _{N}}은 핵 마그네톤이며, {\displaystyle g_{n}}은 상황에 따라 핵자나 핵의 g-상수로 쓸 수 있다.
각 원자핵의 자기회전비율 값은 아래의 표에 나타나있다.
| 원자핵 | {\displaystyle \gamma _{n}} (106 rad s−1 T −1) | {\displaystyle \gamma _{n}/(2\pi )} (MHz T −1) |
| ------ | ---------------------------------------------- | ---------------------------------------------- |
| 1H     | 267.513                                        | 42.576                                         |
| 2H     | 41.065                                         | 6.536                                          |
| 3He    | −203.789                                       | −32.434                                        |
| 7Li    | 103.962                                        | 16.546                                         |
| 13C    | 67.262                                         | 10.705                                         |
| 14N    | 19.331                                         | 3.077                                          |
| 15N    | −27.116                                        | −4.316                                         |
| 17O    | −36.264                                        | −5.772                                         |
| 19F    | 251.662                                        | 40.052                                         |
| 23Na   | 70.761                                         | 11.262                                         |
| 27Al   | 69.763                                         | 11.103                                         |
| 29Si   | −53.190                                        | −8.465                                         |
| 31P    | 108.291                                        | 17.235                                         |
| 57Fe   | 8.681                                          | 1.382                                          |
| 63Cu   | 71.118                                         | 11.319                                         |
| 67Zn   | 16.767                                         | 2.669                                          |
| 129Xe  | −73.997                                        | −11.777                                        |

## 라머 세차운동
각운동량 벡터가 자기장 하에 놓여 있으면 세차운동을 하는데 이를 라머 세차운동(Larmor precession)이라고 한다. 라머 세차운동은 자기회전비율과 밀접한 관련이 있다.

### 각운동량의 세차운동
자기모멘트가 외부 자기장 내부에 있으면 자이로스코프와 같이 외부 자기장 방향을 축으로 하는 세차운동을 하게 된다. 자기모멘트 {\displaystyle {\boldsymbol {\mu }}}가 {\displaystyle z}축 방향으로 균일하게 형성된 자기장 {\displaystyle \mathbf {B} }와 {\displaystyle \theta }만큼의 각도를 가지고 각속도 {\displaystyle \omega }로 회전하는 각운동량 {\displaystyle \mathbf {L} }을 가지고 있다고 해 보자. 시간 {\displaystyle dt}동안 각운동량은
{\displaystyle dL=(L\sin {\theta })\omega dt}
만큼 변하게 된다. 따라서 각운동량의 시간변화량은
{\displaystyle {\frac {dL}{dt}}=\omega L\sin {\theta }}
가 된다. 그런데 각운동량의 시간변화량은 토크(돌림힘)와 같다.
{\displaystyle {\frac {dL}{dt}}=\omega L\sin {\theta }=\tau =\mu B\sin {\theta }}
따라서 각운동량의 세차운동 각속도는 자기회전비율을 {\displaystyle \gamma }라 했을 때
{\displaystyle \omega ={\frac {\mu }{L}}B=\gamma B}
가 된다. 이제 자기모멘트와 각운동량이 원자에서 온 것이라고 해 보자. 고전역학에서 원자의 자기회전비율은 {\displaystyle e/2m}으로 주어진다는 것을 앞서 살펴보았다. 따라서 각운동량의 회전 각속도는
{\displaystyle \omega _{L}={\frac {eB}{2m}}}
이 되고 이를 특별히 라머 진동수(Larmor frequency)라고 한다. 라머의 정리에 의하면 약한 자기장이 걸려 있는 경우의 자기 모멘트의 운동은 자기장이 걸려 있지 않은 운동에 자기장 방향을 축으로 하는 라머 진동수 만큼의 각속도를 더한 것과 같다. 즉, 양자역학적인 해도 라모어의 정리를 따를 것으로 추측할 수 있다.

### 스핀 1/2 입자의 세차운동
양자역학에서도 고전역학에서와 비슷하게 라모어 세차운동이 나타난다. 자기모멘트 {\displaystyle {\boldsymbol {\mu }}}가 자기장 {\displaystyle \mathbf {B} } 하에 있다면 고전적으로 자기모멘트의 퍼텐셜에너지는 {\displaystyle -{\boldsymbol {\mu }}\cdot \mathbf {B} }로 주어짐으로 이 계의 해밀토니안은
{\displaystyle H=-{\boldsymbol {\mu }}\cdot \mathbf {B} =-\gamma \mathbf {B} \cdot \mathbf {S} }
로 주어진다. 편의상 자기장이 {\displaystyle z}축 방향으로 형성되어 있다고 가정하자.
{\displaystyle H=-\gamma B\mathbf {S} _{z}}
스핀 1/2 입자의 스핀 연산자는 파울리 행렬을 이용하여 나타낼 수 있으며 {\displaystyle \mathbf {S} _{z}}는 {\displaystyle {\frac {\hbar }{2}}\sigma _{z}}로 표현된다. 따라서 해밀토니안은 다음과 같은 행렬 표현식으로 쓸 수 있다.
{\displaystyle \mathbf {H} =-{\frac {\gamma B\hbar }{2}}\sigma _{z}=-{\frac {\gamma B\hbar }{2}}{\begin{pmatrix}1&0\\0&-1\end{pmatrix}}}
이 헤밀토니안의 고유상태(eigenstate)는 {\displaystyle \mathbf {S} _{z}}의 고유상태와 같은
{\displaystyle \chi _{+}={\binom {1}{0}},\quad \chi _{-}={\binom {0}{1}}}
이며 각각의 경우 고유치(eigenvalue)는 {\displaystyle E_{\pm }=\mp {\frac {\gamma B\hbar }{2}}}가 된다. 해밀토니안이 시간에 무관함으로 이 계의 파동함수는{\displaystyle \chi =a\chi _{+}e^{-iE_{+}t/\hbar }+b\chi _{-}e^{-iE_{-}t/\hbar }={\binom {ae^{i\gamma Bt/2}}{be^{-i\gamma Bt/2}}}}
로 쓸 수 있다. 자기장이 spin 축과 {\displaystyle \theta }의 각도를 이루고 있을 경우 헤밀토니안과 에너지에 따른 계수 비의 조건과 규격화 조건 ({\displaystyle |a|^{2}+|b|^{2}=1})에 의해 {\displaystyle a=\cos {\frac {\theta }{2}}e^{{-i\phi {}}/2}}, {\displaystyle b=\sin {\frac {\theta }{2}}e^{{i\phi {}}/2}}를 얻을 수 있다. 이 계수들에는 {\displaystyle B}에 대한 정보가 들어있지 않으며, 즉 {\displaystyle B=0}인 경우에도 입자의 스핀은 이 계수를 만족한다.
완성된 식을 이용해 스핀의 기대치를 구해보면 스핀이 세차운동을 하고 있다는 것을 확인할 수 있다. 각 방향으로 스핀 성분의 기대치는
{\displaystyle \left\langle {S_{x}}\right\rangle =\chi ^{\dagger }\mathbf {S} _{x}\chi \quad \left\langle {S_{y}}\right\rangle =\chi ^{\dagger }\mathbf {S} _{y}\chi \quad \left\langle {S_{z}}\right\rangle =\chi ^{\dagger }\mathbf {S} _{z}\chi }
로 계산할 수 있다. 여기서 {\displaystyle \chi ^{\dagger }}는 {\displaystyle \chi } 행렬의 공액전치이고 스핀 연산자 {\displaystyle \mathbf {S} _{x}}와 {\displaystyle \mathbf {S} _{y}}는 다음과 같다.{\displaystyle \mathbf {S} _{x}={\frac {\hbar }{2}}\sigma _{x}={\frac {\hbar }{2}}{\begin{pmatrix}0&1\\1&0\end{pmatrix}},\quad \mathbf {S} _{y}={\frac {\hbar }{2}}\sigma _{y}={\frac {\hbar }{2}}{\begin{pmatrix}0&-i\\i&0\end{pmatrix}}}
이를 이용해서 스핀의 기대치를 구하면 다음을 얻는다. 여기서 {\displaystyle \sigma _{x}}와 {\displaystyle \sigma _{y}}는 파울리 행렬을 의미한다.
{\displaystyle \left\langle {S_{x}}\right\rangle ={\frac {\hbar }{2}}\sin {\theta }\cos(\gamma Bt),\quad \left\langle {S_{y}}\right\rangle =-{\frac {\hbar }{2}}\sin {\theta }\cos(\gamma Bt),\quad \left\langle {S_{z}}\right\rangle ={\frac {\hbar }{2}}\cos {\theta }}
따라서 스핀의 기대치는 {\displaystyle z}축과 각도 {\displaystyle \theta }를 이루면서 {\displaystyle z}축을 중심으로 각속도 {\displaystyle \omega =\gamma B}로 회전한다. 이는 고전역학에서 각운동량 벡터가 자기장 내에서 돌아갈 때의 상황과 거의 비슷하다. 다만 여기에서는 스핀이 직접 돌아가는 것이 아니라 스핀의 기대치가 회전하는 상황이다.

## 제이만 효과와의 관련성

### 정상 제이만 효과
파울리 방정식의 응용으로 약한 자기장 하에서의 단순 제이만 효과를 생각할 수 있다. 이 경우, 스핀-궤도 상호작용은 무시할 수 있다.
자기장이 균질하고 z 축 방향으로 크기 {\displaystyle B} 만큼 작용한다고 하자. 그럼 이 자기장 벡터가 갖는 벡터 퍼텐셜은
{\displaystyle \mathbf {A} =\{-{\frac {1}{2}}By,{\frac {1}{2}}Bx,0\}}
라고 쓸수 있다. 이는 {\displaystyle \mathbf {B} =\nabla \times \mathbf {A} } 라는 관계에서 얻어진다. 이제, 쿨롱 퍼텐셜을 {\displaystyle \phi } 라고 정의하자. 파울리 방정식을 기본 전하량을 가진 입자에 대해 풀어보면 해밀토니안은 다음과 같이 나온다.
{\displaystyle {\hat {H}}={\frac {1}{2m}}(\mathbf {\hat {p}} -{\frac {e}{c}}\mathbf {A} )^{2}+e\phi -{\frac {e\hbar }{2mc}}{\hat {\sigma }}\cdot \mathbf {B} }
자기장이 약하게 걸려있기 때문에 벡터 퍼텐셜의 제곱항 이하를 무시하고 {\displaystyle \nabla \cdot A} 이 0이라는 성질을 이용하면 다음과 같이 쓸 수 있다.
{\displaystyle ({\frac {\mathbf {\hat {p}} ^{2}}{2m}}-{\frac {e}{mc}}\mathbf {A} \cdot {\hat {\mathbf {p} }}+e\phi -{\frac {e\hbar }{2mc}}\mathbf {B} \cdot {\hat {\sigma }})\psi =i\hbar {\partial  \over \partial t}\psi }
여기서, {\displaystyle \mathbf {A} \cdot {\hat {\mathbf {p} }}}를 각 운동량을 이용해 새로이 적을 수 있다.
{\displaystyle \mathbf {A} \cdot {\hat {\mathbf {p} }}={\frac {B}{2}}(y{\hat {p}}_{x}-x{\hat {p}}_{y})=ih{\frac {B}{2}}(y{\frac {\partial }{\partial x}}-x{\frac {\partial }{\partial y}})={\frac {B}{2}}{\hat {L}}_{z}}
{\displaystyle {\hat {H}}_{0}={\frac {\mathbf {\hat {p}} ^{2}}{2m}}+e\phi }를 이용해 함께 쓰면 다음과 같다.
{\displaystyle i\hbar {\frac {\partial }{\partial t}}\psi ={\hat {H}}_{0}\psi -{\frac {eB}{2mc}}({\hat {L}}_{z}+\hbar {\hat {\sigma }}_{x})\psi }
우리가 관심있는 것은 정적 상태에서의 에너지이다. 따라서 파동함수 프사이를 다음과 같이 쓰도록 하자.
{\displaystyle \psi (\mathbf {r} ,t)=\psi (\mathbf {r} )\exp(-{\frac {Et}{h}})}
따라서 방정식을 아래와 같이 다시 쓸 수 있다.
{\displaystyle i\hbar {\frac {\partial }{\partial t}}\psi ={\hat {H}}_{0}\psi -{\frac {eB}{2mc}}({\hat {L}}_{z}+\hbar {\hat {\sigma }}_{x})\psi =E\psi }
여기서 라머 주파수 {\displaystyle \omega _{L}={\frac {-eB}{2mc}}}를 이용하고 스피너 표기법을 이용하면 다음과 같다.
{\displaystyle {\hat {H}}_{0}{\bigl (}{\begin{smallmatrix}\psi _{1}\\\psi _{2}\end{smallmatrix}}{\bigr )}+\omega _{L}[{\hat {L}}_{z}+\hbar {\bigl (}{\begin{smallmatrix}1&0\\0&-1\end{smallmatrix}}{\bigr )}]{\binom {\psi _{1}}{\psi _{2}}}=E{\binom {\psi _{1}}{\psi _{2}}}}
이 방정식의 해를 다음과 같이 쓸 수 있다.
{\displaystyle \psi _{1}=\psi _{2}=\psi _{nlm}=R_{nl}(r)Y_{lm}(\theta ,\phi )}
이 파동함수는 {\displaystyle {\hat {L}}_{z}} 의 고유함수이므로
{\displaystyle {\hat {L}}_{z}\psi _{nlm}=\hbar m\psi _{nlm}}
으로 쓸 수 있다. 이 파동함수는 앞서 스피너 표기법을 통해 적은 방정식의 고유함수이기도 하다. 결국 이 파동함수는 해밀토니안 연산자의 고유값 방정식으로 다음과 같이 쓸 수 있다.
{\displaystyle {\hat {H}}_{0}\psi _{nlm}=E_{nl}^{0}\psi _{nlm}}
이 방정식을 종합하면 아래와 같은 결과를 얻는다.
{\displaystyle E'_{nlm}=E_{nl}^{0}+\omega _{L}\hbar (m+1)}
{\displaystyle E''_{nlm}=E_{nl}^{0}+\omega _{L}\hbar (m-1)}
이는 각각 {\displaystyle \psi ={\binom {\psi _{nlm}}{0}}}과 {\displaystyle \psi ={\binom {0}{\psi _{nlm}}}}에 관하여 풀었을 때 얻는 식이다.
에너지는 자기모멘트의 방향과 자기장에 의해 결정된다. 에너지 준위는 자기장에 의해 축퇴된다. 오비탈 자기 모멘트가 없는 상태에서 두 가지 준위로 에너지 준위가 갈라지는 것은 스핀의 존재성을 증명한 것으로, 슈테른-겔를라흐 실험으로 알려져 있다.
2p 상태는 5가지 에너지 준위로 갈라진다. 스핀이 전이될 때 방출되는 빛과 일으키는 상호작용이 매우 작기 때문에, 스핀은 바뀌지 않는다. 따라서 오직 동일한 스핀 방향 간에만 전이가 일어난다.
우리는 다른 에너지를 갖고 전이시 일어나는 진동수를 계산할 수가 있다. 스핀의 방향이 바뀌지 않으므로 아래와 같이 쓸 수 있다.
{\displaystyle \hbar \omega =E_{n'l'm'}-E_{n''l''m''}=E_{n'l'}^{0}-E_{n''l''}^{0}+\omega _{L}\hbar (m'-m'')=\omega _{0}+\omega _{L}(m'-m'')}
여기서 {\displaystyle \omega _{0}}는 자기장이 사라질 때 일어나는 전이 진동수이다. 선택 규칙에 따라 가능한 {\displaystyle (m'-m'')} 값은 1, 0, -1 이므로 우리는 자기장이 있을 때 기존의 진동수에서 {\displaystyle \pm \omega _{L}} 만큼 추가로 갈라진 두 스펙트럼 선을 관찰할 수 있다.
이는 고전적으로 해석한 제이만 효과와 우연히도 일치한다. 고전적인 해석은 자기장 하에서 전자가 원운동을 하는 것이다. 여기서 구심력과 로렌츠 힘의 관계를 이용하면 다음과 같은 방정식을 쓸 수 있다.
{\displaystyle mr\omega ^{2}\pm er\omega B/c=mr(\omega \pm \Delta \omega )^{2}}
여기서 델타 오메가 제곱 항을 무시한다면 다음과 같은 결론을 쓸 수 있다.
{\displaystyle \Delta \omega ={\frac {eB}{2mc}}=\omega _{L}}
이 운동은 자기장에 수직한 방향으로 각운동량 방향이 바뀌는 쪽으로 일어난다. {\displaystyle \Delta \omega } 가 0이란 의미는 운동이 외부 자기장에 평행하게 일어난다는 것이다. 즉, 각운동량 방향이 자기장에 수직하다.
우리는 앞서 고전적인 전하를 띈 물체의 각운동량을 이용해 라머 주파수를 정의했다. 이는 양자역학적으로 제이만 효과를 해석하는 데도 이용할 수 있다.
앞서 사용한 해밀토니안은 다음과 같이 새롭게 쓸 수 있다.
{\displaystyle {\hat {H}}={\hat {H}}_{0}+\omega _{L}{\hat {L}}_{z}+2\omega _{L}{\hat {S}}_{z}}
각운동량의 시간당 변화율은 아래의 관계로 해석할 수 있다.
{\displaystyle {\frac {d{\hat {L}}_{x}}{dt}}={\frac {i}{\hbar }}[{\hat {H}},L_{x}]}
이를 이용해 다음과 같은 결론을 도출할 수 있다.
{\displaystyle {\frac {d{\hat {L}}_{x}}{dt}}=-\omega _{L}{\hat {L}}_{y}}, {\displaystyle {\frac {d{\hat {L}}_{y}}{dt}}=+\omega _{L}{\hat {L}}_{x}}, {\displaystyle {\frac {d{\hat {L}}_{z}}{dt}}=0}
각 항에 대한 이계도함수 역시 구할 수 있으며, 이는 다음과 같다.
{\displaystyle {\frac {d^{2}{\hat {L}}_{x}}{dt^{2}}}=-\omega _{L}^{2}{\hat {L}}_{x}}, {\displaystyle {\frac {d^{2}{\hat {L}}_{y}}{dt^{2}}}=-\omega _{L}^{2}{\hat {L}}_{y}}
우리는 이 관계를 통해 기댓값을 예상할 수가 있고, 실제로 기댓값을 구할 수가 있다. 각운동량의 기댓값은 다음과 같다.
{\displaystyle <L_{x}>=A\sin(\omega _{L}t+\phi )}
{\displaystyle <L_{y}>=-A\cos(\omega _{L}t+\phi )}
{\displaystyle <L_{z}>=const}
같은 {\displaystyle {\hat {H}}_{0}}와 {\displaystyle {\hat {L}}_{z}}를 이용한 같은 교환 관계가 스핀에도 성립해야 한다. {\displaystyle {\hat {H}}={\hat {H}}_{0}+\omega _{L}{\hat {L}}_{z}+2\omega _{L}{\hat {S}}_{z}} 관계에 의해 스핀의 기댓값은 각운동량의 기댓값에서 {\displaystyle \omega _{L}}을 {\displaystyle 2\omega _{L}}로 바꿔주면 된다.
{\displaystyle <S_{x}>=A\sin(2\omega _{L}t+\phi )}
{\displaystyle <S_{y}>=-A\cos(2\omega _{L}t+\phi )}
{\displaystyle <S_{z}>=const}
이 결과는 오비탈과 스핀 각운동량의 z축 성분이 자기장에 평행함을 보여준다. 달리말해, 각운동량과 스핀 자체가 자기장에 수직함을 알 수 있고, 이들의 회전은 라머 진동수 {\displaystyle \omega _{L}}과 {\displaystyle 2\omega _{L}}에 의해 결정된다.
우리가 스핀과 오비탈 각운동량의 결합을 무시했기 때문에, 두 벡터는 독립적으로 자기장에게 영향을 받는다. 오비탈 각운동량의 z축 성분과 스핀 성분은 상수 값으로 유지된다. 우리는 스핀이 오비탈 각운동량 보다 두 배 빨리 돈다는 것을 알 수 있다. 여기서 자기회전비율을 도입하고, 자기 모멘트를 {\displaystyle {\hat {\mathbf {M} }}} 이라고 쓰면 다음과 같이 쓸 수 있다.
{\displaystyle {\hat {\mathbf {M} }}={\hat {\mathbf {M} }}_{L}+{\hat {\mathbf {M} }}_{S}={\frac {\mu _{B}}{\hbar }}({\hat {\mathbf {L} }}+2{\hat {\mathbf {S} }})}
LS 결합을 무시하면, z축에 관한 값을 바로 얻을 수 있다.
{\displaystyle M_{z}={\frac {\mu _{B}}{\hbar }}(L_{z}+2S_{z})}

### 이상 제이만 효과
약한 자기장이 걸려있을 때의 이상 제이만 효과를 생각해보자. 전이의 상위, 하위 상태의 적어도 한쪽의 스핀 양자수가 0이 아니면 란데의 g-상수가 상과 하의 상태에서 다르기 때문에 선택규칙 ΔM=0, ±1을 충족시키는 스펙트럼선을 정상 제만 효과의 경우와는 다른 개수, 간격으로 나타난다. 외부 자기장과 전자의 상호작용은 다음과 같은 수식으로 쓸 수 있다.
{\displaystyle W=-{\vec {\mu }}\cdot {\vec {B}}}
여기서 {\displaystyle {\vec {\mathbf {\mu } }}={\frac {e}{2m_{e}c}}({\hat {\mathbf {l} }}+2{\hat {\mathbf {s} }})}이며, {\displaystyle m_{e}}는 전자의 정지질량이다. 스핀의 이상 g 상수는 2이다. 이 식을 전각운동량 {\displaystyle {\hat {j}}={\hat {l}}+{\hat {s}}} 을 이용해 표시하면 아래와 같다.
{\displaystyle {\hat {\mu }}={\vec {G}}{\hat {j}}={\frac {e}{2m_{e}c}}({\hat {\mathbf {l} }}+2{\hat {\mathbf {s} }})={\frac {e}{2m_{e}c}}({\hat {j}}+{\hat {s}})}
{\displaystyle {\hat {G}}={\frac {e}{2m_{e}c}}\{1+{\frac {{\hat {j}}\cdot {\hat {s}}}{j(j+1)}}\}}
여기서 {\displaystyle {\hat {l}}^{2}={\hat {j}}^{2}+{\hat {s}}^{2}-2{\hat {s}}\cdot {\hat {j}}} 라는 관계를 이용하면 위 식은 다음과 같이 새로 쓸 수 있다.
{\displaystyle {\hat {G}}={\frac {e}{2m_{e}c}}\{1+{\frac {{\hat {j}}^{2}-{\hat {l}}^{2}+{\hat {s}}^{2}}{2j(j+1)}}\}}
맨 처음 자기장을 z축 방향으로 걸어주었기 때문에 우리는 z축 방향의 자기모멘트 값을 알아낼 필요가 있다. 고유함수 {\displaystyle |jm\rangle }를 이용하면
{\displaystyle \langle N'j'l'm'|{\hat {\mu }}_{z}B|Njlm\rangle =\langle N'j'l'm'|{\hat {G}}{\hat {j}}_{z}B|Njlm\rangle ={\frac {mge\hbar B\delta _{mm'}\delta _{ll'}\delta _{jj'}}{2m_{e}c}}}
여기서 g는 란데 인자로 불린다. {\displaystyle {\hat {G}}={\frac {e}{2m_{e}c}}\{1+{\frac {{\hat {j}}^{2}-{\hat {l}}^{2}+{\hat {s}}^{2}}{2j(j+1)}}\}}를 이용해 란데 인자를 다시 쓰면 다음과 같다.
{\displaystyle g=1+{\frac {j(j+1)-l(l+1)+s(s+1)}{2j(j+1)}}}
따라서 입자와 외부 자기장의 상호작용 에너지는 다음과 같다.
{\displaystyle W=\hbar m_{e}\omega _{L}[1+{\frac {j(j+1)-l(l+1)+s(s+1)}{2j(j+1)}}]}
이는 이웃한 두 에너지 준위에서 {\displaystyle \Delta m} 이 1일때, 에너지 차이가
{\displaystyle \Delta E={\frac {e\hbar B}{2m_{e}c}}g}
만큼 존재한다는 의미다. 이 에너지 준위 차이는 란데 인자에 의해 결정된다. 만약 s가 -이어서 j와 l이 같다면 g-인자는 1로 정의되고, 이는 정상 제이만 효과와 동일해진다.

## 자기 공명
위에서 논의한 라머 진동을 더 일반화시키면 입자의 g-상수를 측정하여 자기회전비율을 결정할 수 있는 방법에 대해 생각해 볼 수 있다. 앞에서는 전자가 있는 곳에 균일한 자기장이 {\displaystyle z}축 방향으로만 형성되어 있었지만 이번에는
{\displaystyle \mathbf {B} =B_{1}\cos {(\omega t)}{\mathfrak {e}}-B_{1}\sin {(\omega t)}{\mathfrak {e}}_{y}+B_{0}{\mathfrak {e}}_{z}}
와 같이 {\displaystyle x}와 {\displaystyle y} 방향의 자기장이 진동수 {\displaystyle \omega }를 가지고 진동하고 있는 상황을 생각하자. 이 계에 대한 해밀토니안은 앞서 살펴본 바와 같이
{\displaystyle H=-{\boldsymbol {\mu }}\cdot \mathbf {B} =-\gamma \mathbf {S} \cdot \mathbf {B} }
가 되며 {\displaystyle \mathbf {S} }는 파울리 스핀 행렬을 이용하여 표현할 수 있다. 이 해밀토니안에 대하여 슈뢰딩거 방정식을 풀면 다음과 같은 근을 얻는다.
{\displaystyle \chi (t)={\begin{pmatrix}a(t)\\b(t)\end{pmatrix}}={\begin{pmatrix}e^{i\omega t/2}&0\\0&e^{-i\omega t/2}\end{pmatrix}}{\begin{pmatrix}\cos {({\frac {\Omega }{2}}t)}+i{\frac {\omega _{0}-\omega }{\Omega }}\sin {({\frac {\Omega }{2}}t)}&i{\frac {\omega _{1}}{\Omega }}\sin {({\frac {\Omega }{2}}t)}\\i{\frac {\omega _{1}}{\Omega }}\sin {({\frac {\Omega }{2}}t)}&\cos {({\frac {\Omega }{2}}t)}-i{\frac {\omega _{0}-\omega }{\Omega }}\sin {({\frac {\Omega }{2}}t)}\end{pmatrix}}{\begin{pmatrix}a(0)\\b(0)\end{pmatrix}}}
여기서 {\displaystyle \omega _{0}=\gamma B_{0}}, {\displaystyle \omega _{1}=\gamma B_{1}}, {\displaystyle \Omega ={\sqrt {(\omega _{0}-\omega )^{2}+\omega _{1}^{2}}}}이다. 만약 전자의 초기 상태가 스핀 업(up) 상태였다면 {\displaystyle a(0)=1}이고 {\displaystyle b(0)=0}이다. 이 초기조건을 위 식에 대입하면
{\displaystyle b(t)=i{\frac {\omega _{1}}{\Omega }}e^{-i\omega t/2}\sin {({\frac {\Omega }{2}}t)}}
를 얻는다. 따라서 시간 {\displaystyle t}에 전자가 스핀 다운(down) 상태로 전이할 확률은
{\displaystyle P_{a\to b}(t)=|b(t)|^{2}={\frac {\omega _{1}^{2}}{\Omega ^{2}}}\sin ^{2}{({\frac {\Omega }{2}}t)}={\frac {\omega _{1}^{2}}{(\omega _{0}-\omega )^{2}+\omega _{1}^{2}}}\sin ^{2}{({\frac {\Omega }{2}}t)}}
가 된다. 이 확률은 {\displaystyle \omega =\omega _{0}}일 때 공명이 일어나 최대가 된다. 그런데 {\displaystyle \omega _{0}=\gamma B_{0}}이고, {\displaystyle B_{0}}는 실험을 할 때 직접 가해주는 자기장이므로 {\displaystyle x,y} 방향의 자기장 진동수를 바꾸어 주면서 공명이 일어나는 지점을 찾으면 그 입자의 자기회전비율 {\displaystyle \gamma }를 측정할 수 있다. 특별히 원자핵에 대하여 이러한 실험을 수행하는 것을 핵자기공명이라고 한다.

## 같이 보기
- 자기모멘트
- 각운동량

## 참고 문헌
- Griffiths, David Jeffrey, and Reed College. Introduction to electrodynamics. prentice Hall, 1999.
- Reitz, John R., Frederick J. Milford, and Robert W. Christy. Foundations of electromagnetic theory. Addison-Wesley Publishing Company, 2008.
- Feynman, Richard P., Robert B. Leighton, and Matthew Sands. The Feynman Lectures on Physics, Volume II.
- Feynman, Richard P., Robert B. Leighton, and Matthew Sands. The Feynman Lectures on Physics, Volume III.
- Jackson, John David., Classical Electrodynamics, Third edition, 1999.
- Griffiths, David Jeffery. Introduction to quantum mechanics. Second edition, Pearson Education India, 2005.
- Greiner, Walter. Quantum mechanics: an introduction. Springer Science & Business Media, 2011.
- 송희성. "양자역학." 제 2판, 교학연구사, 1993.